# Хор на варненските момчета и младежи
Хорът на варненските момчета и младежи (Varna boys and youth choir) е създаден на 19 ноември 1969 г. от проф. Марин Чонев (1932 – 2012) и е част от хорова школа „проф. Марин Чонев“ към Община Варна. От 1979 до ден днешен диригент на Хора е Дарина Кроснева - Стаменова. Хорът включва около 100 момчета и младежи на възраст от 6 до 23 години с 5 отделни състава: подготвителен, стажанти и трите основни, самостоятелни концертни формации – момчета, младежи и смесен хор.

## История
Хорът на варненските момчета и младежи е създаден на 19.11.1969 г. от проф. Марин Чонев (1932 – 2012), главен диригент и художествен ръководител на Хора до 2012 г., с изключителни заслуги за развитието на хоровото пеене в България. Под негово ръководство съставът осъществява редица значими концертни изяви, отличен е с призови награди от национални и международни хорови фестивали и конкурси. Редом с проф. Марин Чонев, в първите години, с изключителна себеотдайност и професионализъм работят вокалният педагог Мими Димитрова и Йорданка Шишкова – педагог по солфеж, Янка Гигова-Мицева и Анелия Събева – пианисти.
В отзив за първата концертна изява на момчетата през 1971 г., диригентът Бончо Бочев, създател на хор „Бодра смяна“, пише в „Златната книга“ на хора: „Варненските момчетата прерязаха лентата и първи откриха пътя на хорове, подбрани сред най-малките мъже с къси панталони. На добър час!“
През 1976 г. започва своята самостоятелна концертна дейност младежката формация, тенори и баси, съставена главно от възпитаници на първия момчешки състав. Това е първият самостоятелен младежки мъжки хор в България. Същата година има и съвместен концерт на двата състава, момчешки и младежки, като смесен хор – дисканти, алти, тенори и баси.
Хорът включва около 100 момчета и младежи на възраст от 6 до 23 години с 5 отделни състава: подготвителен, стажанти и трите основни, самостоятелни концертни формации – момчета, младежи и смесен хор.
През 1978 г. като помощник-диригент до 1990 г. се включва Росица Щерева, а през 1979 г. и Дарина Кроснева, която е диригент на Хора на варненските момчета и младежи. С помощта и на корепетиторите Ана Пашанова и Светлана Панайотова, съставите разучават стотици български и чуждестранни песни, оратории, реквиеми и др.

## Ръководители

### Диригенти
- Проф. Марин Чонев (1969/2012 г.) - основател
- Янка Мицева-Гигова (1969/1980 г.)
- Росица Щерева (1978/1990 г.)
- Дарина Кроснева-Стаменова (1979- до днес)

### Пианисти
- Анелия Събева (1969/19**г.)
- Ирен Димитрова (19**/19**г.)
- Йорданка Манчева (19**/19**г.)
- Кристиан Узлов (19**/19**г.)
- Анна Върбанова (19**/19**г.)
- Цена Димитрова (19**/19**г.)
- Светла Филева (19**/19**г.)
- Анна Пашанова (1995/2012 г.)
- Светлана Панайотова (19**/1995) (2012-)

### Вокални педагози
- Мими Димитрова (1969 – 19**г.)
- Анна Пашанова (1995 – 2012 г.)

### Солфежисти
- Йорданка Шишкова (1970 – 19**г.)
- Йорданка Манчева (19**/19**г.)
- Корнелия Атанасова (19**/19**г.)

## Награди, участия и изяви

### Награди
Хорът на варненските момчета и младежи е носител на призови награди от международни конкурси и фестивали в България, Европа и Америка. две Специални, две Големи и една Първа награда, две почетни дипломи от Асоциацията на Американските хорови диригенти.
- 19** – Лауреатско звание и златен медал от Републикански фестивал на художествената самодейност, Варна (България)
- 1980 – The Grand Prize, Рощок (Германия)
- 1983 – Почетна диплома от Световния Фестивал на Момчешките хорове, Познан (Полша)
- 1986 – Висша награда „Сумма кум лауде“, младежка формация, Неерпелт (Белгия)
- 1996 – Специална награда за най-добро изпълнение на задължителна песен за мъжки хор и „Отличие“, Монтрьо (Швейцария)
- 1996 – Почетна диплома от САЩ
- 1997 – Почетна диплома и награда, Нант (Франция)
- 1998 – Почетна диплома и специална награда от Световния Фестивал на Момчешките хорове, Делфи (Гърция)
- 2004 – Почетна диплома от Асоциацията на американските хорови диригенти, Литъл Рок (САЩ)
- 2015 – Награда за най-добър хор и диригент, XXIII Международни детско-щношески хорови празници „Добри Войников“, Шумен (България)
- 2015 – Награда „Варна“ за ярки постижения в областта на хоровото изкуство, Варна (България)
- 2016 – Диплома за участие, „България Пее“, Варна (България)
- 2016 – Диплома за участие в 1-ви „Международен Великденски Хоров Фестивал“, София (България)
- 2018 – Награда и диплом за участие на 10-и „Тоскански музикален фестивал“ (Италия)
- 2018 – Награда и диплом за участие в международен фестивал, гр. Хасково
- 2019 – Голямата Награда ВАРНА

### Участия и изяви
Хорът е осъществил концертни турнета в Полша Германия, Гърция, Франция, Швейцария, Белгия, САЩ. Участник е в значими музикални форуми: ММФ’’Варненско лято’’, Международен Майски хоров конкурс „проф. Г. Димитров“, национални фестивали – Шумен, Пловдив, Ямбол, Русе, Габрово. Той успява да изнесе и открит концерт в Европейския парламент. Съставът има реализирани записи в Белгийското радио, Швейцарското радио Шабле, радио Варна, Българско Национално радио.
- Световен фестивал на момчешките хорове – Познан (Полша)
- Световен фестивал на момчешките хорове – Делфи (Гърция)
- Концертно турне, Америка
- 2009 – Юбилеен концерт „40 Години Хор на Варненските Момчета и Младежи“, Фестивален и Конгресен Център (ФКЦ), Варна
- 2009 – Коледен концерт с участието на Ямболски Детски Хор, Градска художествена Галерия, „Борис Георгиев“, Варна
- 2011 – Участие в коледен концерт „На чаша вино с коледни песни“, Балчик
- 2012 – Съвместно турне, Младежка формация и Хор на девойките, Хамбург
- 2012 – Коледен концерт, с участието на Хор на Девойките, „Градска художествена галерия“, Варна
- 2013 – Самостоятелен великденски концерт, „Градска художествена галерия“, Варна
- 2013 – Участие във фестивал „Европа Кантат“, Бон (Германия)
- 2013 – Самостоятелен коледен концерт, Градска Художествена Галерия „Борис Георгиев“, Варна
- 2014 – Самостоятелен великденски концерт, Градска художествена галерия „Борис Георгиев“, Варна
- 2014 – Участие в ежегоден, традиционен цикъл „Панорама на Българското Хорово Изкуство“, „Градска художествена галерия“, Варна
- 2014 – Концертно турне, Белгия
- 2014 – Коледен концерт с участието на хор „Бодра песен“, Градска художествена галерия „Борис Георгиев“, Варна
- 2015 – Участие във фестивал „XXIII Международни детско-щношески хорови празници „Добри Войников““, Шумен
- 2015 – Самостоятелен великденски концерт, Градска художествена галерия „Борис Георгиев“, Варна
- 2015 – Участие в XIII благотворителна изложба-концерт „Всички за вярата“, Фестивален и конгресен център, Варна
- 2015 – Участие в тържествен концерт „1150 години от покръстването на България“, Държавна Опера, Варна
- 2015 – Самостоятелен коледен концерт, бул. Сливница 98/100, Варна
- 2015 – Самостоятелен коледен концерт, Градска Художествена Галерия „Борис Георгиев“, Варна
- 2016 – Участие в инициатива „България Пее“, Градска Художествена Галерия „Борис Георгиев“, Варна
- 2016 – Участие в 1-ви „Международен Великденски Хоров Фестивал“, зала България, София
- 2017-- Великденски концерт в градска художествена галерия „Борис Георгиев“, Варна
- 2017-- Коледен концерт на „Хор на варненските момчета и младежи“ и „Детска опера Варна“, на сцената на операта във Варна,
- 2018 - 10-и музикален фестивал на област Тоскана (Италия)
- 2018 - Коледен концерт в градска художествена галерия „Борис Георгиев“, Варна
- 2018 - Участие в международния фестивал на град. Хасково
- 2019 - Откриване на Международния майски хоров конкурс "Проф. Георги Димитров" - Варна
- 2019 - участие в Срещата на детските и младежки хорове в България ( част от програмата към Майския конкурс ) - Градска художествена галерия Варна
- 2019 - Отбелязване на 50-годишен юбилей
- 2021 - Коледен концерт в градска художествена галерия “Борис Георгиев”

Гр. Варна
- 2022 - Участие в Първи международен хоров фестивал “Момчетата пеят” - София 2022
- 2023 - Провеждане на Workshop на тема: Творческа среща на младежки-мъжки хор при хор на Варненските момчета и младежи -  „Предизвикателствата при работа в/у Моцарт-Реквием с младежки-мъжки гласове – интонация, ритмика, фразировка, стил" - Варна
- 2023 - Участие в международен хоров проект "МОЦАРТ РЕКВИЕМ" - Берлинска филхармония, Берлин
- 2024 - Участие в инициативата на Български хоров съюз "България пее" - Варна
- 2024 - Участие в Международен хоров фестивал "Черноморски звуци" - Балчик
- 2024 - Коледен концерт в Градкса художествена галерия